# Dan Morgan
Daniel Thomas Morgan Jr. (Clifton Heights, 19 dicembre 1978) è un ex giocatore di football americano e dirigente sportivo statunitense che ha militato nel ruolo di linebacker nella National Football League (NFL).

## Carriera
Al college Morgan giocò a football a Miami, dove venne premiato unanimemente come All-American e vinse il Butkus Award, il Bronko Nagurski Trophy e il Chuck Bednarik Award. Fu scelto come undicesimo assoluto nel Draft NFL 2001 dai Carolina Panthers. Nella sua prima stagione giocò come linebacker titolare in 11 partite, sia sul lato debole che sul lato forte, mettendo a segno 75 tackle, un sack, un intercetto e un fumble recuperato, venendo inserito nella formazione ideale dei rookie dalla Pro Football Writers of America.
Nella sua seconda stagione, Morgan contribuì a fare passare la difesa dei Panthers dalla peggiore nella NFL nel 2001 alla seconda migliore in assoluto, un fatto mai accaduto prima. L'anno seguente fu parte integrante di una difesa che guidò Carolina fino al Super Bowl XXXVIII, dove mise a segno un record del Super Bowl di 18 placcaggi (11 solitari, 7 assistiti). Nel 2004 fece registrare 109 tackle, 2 intercetti, 2 fumble recuperati e 5 sack, venendo convocato come titolare della NFC per il Pro Bowl. Nel 2005 fu secondo nella squadra in placcaggi, dietro a Marlon McCree.
Il 6 novembre 2007 Morgan fu inserito in lista infortunati per un problema a una caviglia. Fu svincolato l'11 febbraio 2008.
Morgan firmò con i New Orleans Saints per la stagione 2008 ma il 19 maggio di quell'anno annunciò il ritiro, citando problemi al tendine d'Achille. Provò a fare ritorno ai Saints nel 2009 ma si infortunò a un polpaccio il 5 giugno e tre giorni dopo il suo agente annunciò il ritiro definitivo.

## Palmarès

### Franchigia
- National Football Conference Championship: 1

Carolina Panthers: 2003

### Individuale
- Convocazioni al Pro Bowl: 1

2004
- PFWA All-Rookie Team - 2001
- College Football Hall of Fame